# Wenner-Grenexpeditionen
Wenner-Grenexpeditionen var en arkeologisk och etnografisk expedition till Sydamerika och Peru som ägde rum från december 1940 till augusti 1941. Expeditionen finansierades av Axel Wenner-Gren och leddes av Paul Fejos och gick bland annat längs inkaleden till Machu Picchu. Andra deltagare var Kenneth Lowther, geolog, Norman Mathews, fotograf, H. R. Besserman, ljudinspelningar och Albert Giesecke, Jr., transporter och förnödenheter. Redan i januari 1940 var det planerat att Fejos skulle starta de etnografiska undesökningarna men de sköts upp till december till förmån för arkeologiska undersökningar. Enligt Fejos dokumenterades följande platser: Phuyu Pata Marka, Sayac Marca, Inty Pata, Chacha Bamba, Choquesuysuy, WiñayWayna och några mindre platser. Etnografiska arbeten utfördes i nordöstra Peru mellan floderna Putumayo och Amazonas. Axel Wenner-Gren anslöt i juli 1941. Samlingarna gick till museer i Peru och USA, bland annat till National Museum of the American Indian.